# 地中海ドリーム
「地中海ドリーム」（ちちゅうかいドリーム）は、1979年4月21日にフォーライフ・レコードから発売された杏里の2枚目のシングル。

## 解説
前作「オリビアを聴きながら」と同じく、尾崎亜美が作詞・作曲を手掛けている。

## 収録曲
- 両楽曲共に、作詞・作曲：尾崎亜美／編曲：鈴木茂

1. 地中海ドリーム [3:07]
2. ときめき [3:47]

## 関連作品
- Feelin'
- 杏里 ザ・ベスト
- 思いきりアメリカン 〜I Love Poping World,Anri〜
- Anri The Best

## カバー
- 松本伊代 - アルバム「Sugar Rain」収録（1984年3月5日発売）。